# Celso Morga Iruzubieta
Celso Morga Iruzubieta (Huércanos, 28 de enero de 1948) es un canonista y eclesiástico católico español. Fue arzobispo de Mérida-Badajoz, entre 2015 y 2024.

## Biografía

### Primeros años y formación
Nació el 28 de enero de 1948, en el municipio español de Huércanos, La Rioja.
Realizó sus estudios eclesiásticos, en el Seminario Diocesano de Logroño.
Cursó la licenciatura en Derecho canónico por la Universidad de Navarra, donde obtuvo el doctorado en 1978 con la tesis: La predicación y la catequesis en los Sínodos de Calahorra-La Calzada y Logroño.

### Sacerdocio
Su ordenación sacerdotal fue el 24 de junio de 1972, a manos del obispo Abilio del Campo y de la Bárcena; incardinándose en la diócesis de Calahorra y La Calzada-Logroño. 
Fue párroco de Anguiano y de Viguera, y nombrado vicario judicial adjunto del Tribunal Diocesano (1974-1980). 
En 1980, a través de la Obra para la Cooperación Sacerdotal Hispanoamericana, se trasladó a la arquidiócesis de Córdoba (Argentina), donde ejerció como vicario judicial adjunto; profesor de Derecho canónico; juez del Tribunal eclesiástico; confesor en el Seminario Arquidiocesano y capellán de un colegio religioso femenino. 
En 1984 regresó a su tierra natal para asumir el cargo de párroco de San Miguel de Logroño.

#### Santa Sede
En 1987, ingresó en servicio como asistente de estudio en la Congregación para el Clero. El 14 de octubre de 2000, fue nombrado jefe de la oficina del mismo dicasterio. El 10 de noviembre de 2009, fue ascendido a subsecretario.
El 25 de enero de 1993, el papa Juan Pablo II  le concedió la dignidad de Capellán de Su Santidad, que lleva anexo el tratamiento de monseñor. El 30 de marzo de 2004, le concedió la dignidad de Prelado de honor de Su Santidad.   
En Roma prestó servicio pastoral como colaborador en la parroquia de los Santos Mártires Romanos, y al mismo tiempo, mensualmente, se ocupó de la dirección espiritual de algunos miembros del Opus Dei en la parroquia de Santa María del Carmine y San Giuseppe al Casaletto.  

## Episcopado

### Curia romana
El 29 de diciembre de 2010, el papa Benedicto XVI lo nombró secretario de la Congregación para el Clero y arzobispo titular de Alba Maritima. Fue consagrado el 5 de febrero de 2011, en la Basílica de San Pedro, a manos del mismo papa.
El 21 de septiembre de 2013, el papa Francisco lo confirmó en el cargo.

### Arzobispo en Mérida-Badajoz
El 8 de octubre de 2014, el papa Francisco lo nombró arzobispo coadjutor de Mérida-Badajoz. Tomó posesión de su oficio el 15 de noviembre, en la Catedral de Badajoz.
El 21 de mayo de 2015, aceptada la renuncia de Santiago García Aracil, pasó automáticamente a ser arzobispo de Mérida-Badajoz.
El 29 de junio, en una ceremonia en la Basílica de San Pedro, recibió el palio arzobispal de manos del papa Francisco. El 1 de noviembre siguiente, en una ceremonia en la Catedral de Badajoz, recibió la imposición del palio arzobispal de manos del arzobispo Renzo Fratini.
En la Conferencia Episcopal Española, fue miembro de la Comisión Permanente en representación de la provincia eclesiástica de Mérida-Badajoz (2014-2017). Además, es miembro de la Comisión Episcopal del Clero desde la Asamblea Plenaria de marzo de 2017. También es miembro de la Comisión Episcopal para el Clero y Seminarios desde marzo de 2020. Pertenece a la Comisión Permanente. En la Provincia eclesiástica de Mérida-Badajoz es el encargado de patrimonio, catequesis y hermandades y cofradías.
El 4 de mayo de 2021, fue nombrado miembro del Supremo Tribunal de la Signatura Apostólica ad quinquennium.

### Renuncia
En 2023, presentó su renuncia como lo establece el Código de Derecho Canónico. El 29 de junio de 2024, el papa Francisco aceptó su renuncia como arzobispo de Mérida-Badajoz, siendo sucedido por su arzobispo coadjutor.
La tarde del 27 de septiembre de 2024, el alcalde de Mérida, Antonio Rodríguez Osuna, recibió a Morga en un acto de despedida de la ciudad episcopal. Durante la visita, el alcalde le impuso el escudo de oro de Mérida y lo invitó a firmar en el Libro de Honor de la ciudad, donde Morga resaltó la importancia histórica y eclesial de Mérida en la historia de la Iglesia Hispana y de Iberia. Al día siguiente, el 28 de septiembre, Morga celebró una eucaristía en la que se despidió oficialmente de la archidiócesis, antes de regresar a su natal Huércanos, donde planea colaborar con la diócesis de Logroño «en lo que pueda».